# Rozcinka
Rozcinka (przecinka rozruchowa, obcinka) – w górnictwie wyrobisko korytarzowe przygotowawcze, wykonywane na wysokość wybieranego pokładu przeznaczonego do eksploatacji. Rozcinkę przed wykonaniem zbrojenia ściany zabezpiecza się obudową podporową.
 